# Adoratrices del Santísimo Sacramento
El Instituto de Hermanas Adoratrices del Santísimo Sacramento (oficialmente en italiano: Istituto delle Suore Adoratrici del Santissimo Sacramento) es una congregación religiosa católica femenina de derecho pontificio, fundada por el sacerdote diocesano italiano Francesco Spinelli, con la ayuda de la religiosa Geltrude Comensoli en Bérgamo, el 15 de diciembre de 1882. A las religiosas de este instituto se les conoce como Adoratrices del Santísimo Sacramento de Rivolta d'Adda, o simplemente como sacramentinas de Rivolta d'Adda. Sus miembros posponen a sus nombres las siglas I.S.A.

## Historia
Francisco Spinelli, sacerdote diocesano de Cremona, Italia, con la colaboración de Geltrude Comensoli, fundó en Bergamo una congregación religiosa con el fin de atender a las obras de caridad en ayuda de los jóvenes abandonados. Las primeras religiosas realizaron sus primeros votos el 15 de diciembre de 1884, entre ellas Comensoli, con el nombre de Geltrude del Santísimo Sacramento, quien fue elegida como superiora y por el creciente número de candidatas, abrieron una nueva comunidad en Rivolta d'Adda.
La familia del fundador había cogido bajo su protección el naciente instituto, proveyendo a las religiosas lo necesario para su mantenimiento, pero por problemas económicos, la congregación se vio reducida a la más extrema pobreza, a punto casi de desaparecer. Spinelli se vio obligado a refugiarse en la casa de Rivolta, mientras que Geltrude se quedó en Bergamo. La lejanía de las dos comunidades y las imposibilidades económicas de mantenerse una a otra, provocó que la congregación se dividiera en dos ramas, la que se mantuvo bajo el liderazgo de Spinelli: Adoratrices del Santísimo Sacramento de Rivolta d'Adda; y las que lo hicieron al lado de Comensoli, Hermanas Sacramentinas.
Las Adoratrices de Rivolta d'Adda fueron aprobadas por el obispo de Cremona, Geremia Bonomelli, en 1897. El prelado fue protector y considerado como padre por las miembros del instituto. A él se debe el que las religiosas hayan asumido la pastoral migrante, por medio de la obra por él fundada, hoy conocida como Obra Bonomelli. El 27 de febrero de 1932 recibieron la aprobación definitiva de la Santa Sede.

## Organización
El Instituto de Hermanas Adoratrices del Santísimo Sacramento, son una congregación religiosa de derecho pontificio, cuyo gobierno es centralizado en la persona de la superiora general, llamada madre general. En la actualidad (2015) el cargo lo ostenta la religiosa italiana Isabella Vecchio. La casa general se encuentra en Rivolta d'Adda.
Las adoratrices se dedican a la pastoral social, especialmente entre drogadictos, prostitutas, encarcelados y enfermos terminales. Además tienen turnos de oración continua ante el Santísimo Sacramento. El hábito está compuesto por una túnica y un velo blanco. En 2015 llegaban a 274 religiosas y poseían 49 casas, presentes en Argentina, Camerún, Colombia, Italia, República Democrática del Congo y Senegal.